# QBasic
QBasic, även QB och QBX, förkortning av Quick Beginners All-Purpose Symbolic Instruction Code, är en variant av programspråket Basic och en tolk för MS-DOS från Microsoft släppt 1991 med lanseringen av MS-DOS 5. Det är baserat på Microsofts QuickBasic-kompilator, men saknar själv kompilator och länkare. Det var ämnat ersätta den tidigare Basic-tolken GWBasic.
Som programspråk är QBasic strukturerat och använder inte radnumrering annat än för bakåtkompatibilitet. Det innehåller det mesta som förväntas av ett Basic-språk, plus ett stort antal funktioner för att styra MS-DOS-miljön.
QBasic-tolken består av ett komplett gränssnitt för redigering, körning, avlusning och direkthjälp, vilket var mycket avancerat och uppskattat på sin tid.
Med QBasic följde flera exempelprogram, bland dem två relativt enkla spel som nått kultstatus bland QBasic-anhängare: Nibbles och Gorillas (ett spel där apor på hustak kastade exploderande bananer på varandra).

## Begränsningar
Funktionerna i QBasics programbibliotek ger tillgång till de flesta funktioner i BIOS, vilka idag[när?] får ses som föråldrade. Exempelvis är den högsta skärmupplösningen som finns att tillgå VGA med 640x480 pixlar i 16 färger. Dock kan man med hjälp av bibliotek, skrivna till exempel i assembler, få tillgång till skärmmoderna som anges i VESA-standarderna. På samma sätt går det att få ljud via till exempel Sound Blaster, trots att QBasic i sig bara har stöd för ljud från pc-högtalaren. På så sätt kan QBasic användas till att skapa mer avancerade program.

## Kodexempel

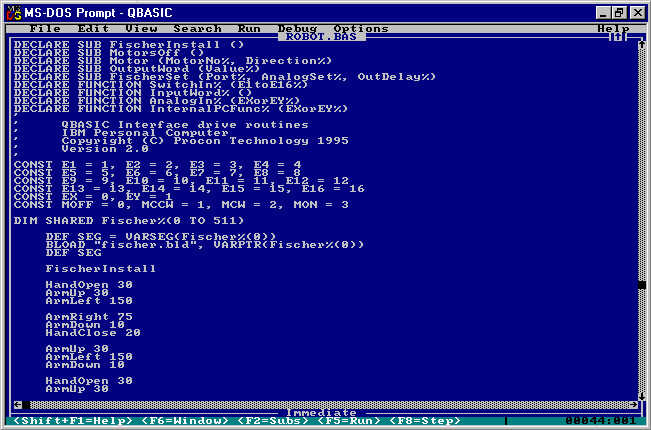
Kod i QBasic.

Den här koden skriver texten "Hello, World" på skärmen:
```
PRINT
 
"Hello, World"

```

Det här programmet frågar vad användaren heter och hälsar sedan:
```
INPUT
 
"Vad heter du? "
,
 
namn$

PRINT
 
"Hej, "
;
 
namn$
;
 
"!"

```